# Camatagua
Camatagua is een gemeente in de Venezolaanse staat Aragua. De gemeente telt 19.300 inwoners. De hoofdplaats is Camatagua.